# Dolly zoom
Dolly zoom är ett kameratrick som går ut på att kameran zoomar ut samtidigt som dollyn körs närmre objektet som filmas, eller vice versa. Resultatet blir att objektet i förgrunden förblir lika stort i bild samtidigt som bakgrunden ändrar storlek och tycks på så sätt komma närmare eller längre från förgrunden.
Tricket användes först i Alfred Hitchcocks film Studie i brott (Vertigo) från 1958 och betecknas ofta Hitchcock-zoomen eller Vertigo-effekten. 